# Карека
Анто́нио де Оливе́йра Фи́льо (порт. Antônio de Oliveira Filho), более известный как Каре́ка (порт. Careca; родился 5 октября 1960 года, Араракуара) — бразильский футболист, выступавший на позиции нападающего. Наиболее известен как игрок клубов «Гуарани», «Сан-Паулу» и «Наполи».

## Биография
Анто́нио де Оливе́йра Фи́льо, больше известный как Карека, был одним из лучших игроков Бразилии в начале восьмидесятых годов 20-го столетия. Карека начал свою футбольную карьеру в клубе «Гуарани» в 1976 году, а уже через два года Карека стал чемпионом Бразилии. Травма не позволила ему сыграть на чемпионате мира 1982 года в Испании. В 1983 году Карека перешёл в «Сан-Паулу», где провёл несколько успешных сезонов, став вместе с командой чемпионом Бразилии 1986 года. В финале «Сан-Паулу» встретились с его бывшим клубом «Гуарани» и одержали победу.
В 1987 году Карека решил покинуть Бразилию и перейти в европейский клуб. Им стал итальянский «Наполи», где Антонио присоединился к звезде прошедшего годом ранее чемпионата мира — аргентинцу Диего Марадоне, а также своему соотечественнику Алеману. В «Наполи» Карека стал настоящей звездой футбола. В первом же сезоне за «Наполи» Карека забил 13 мячей. Следующий год был более успешным, Карека выиграл Кубок Италии и Кубок УЕФА, в финале которого был повержен немецкий «Штутгарт», а автором одного из голов стал Карека. В сезоне 1989/90 Карека выиграл чемпионат Италии.
После шести лет проведённых в «Наполи» Карека в 1993 году перебрался в Японию. На тот момент Кареке уже было 33 года. Он провёл три сезона в клубе «Касива Рейсол» перед возвращением домой в Бразилию в 1997 году.
В Бразилии Карека поиграл ещё за «Сантос» и за клубы низших бразильских дивизионов «Кампинас» и «Сан-Жозе» (Порту-Алегри), а после завершил футбольную карьеру почти в сорокалетнем возрасте. Летом 2005 года Карека сыграл в товарищеском матче за английский «Гарфорт Таун», выступающий в одном из низших дивизионов.

## Достижения
Клубные:
- Чемпион Бразилии (Серия A): 1978, 1986
- Чемпион Бразилии (Серия B): 1981
- Чемпион Лиги Паулисты: 1985, 1987
- Чемпион Италии (Серия A): 1990
- Обладатель Кубка УЕФА: 1989
- Финалист Кубка Италии: 1989[4]

Национальные:
- Серебряный призёр Кубка Америки: 1983

Личные:
- Обладатель «Золотого мяча» (по версии журнала «Плакар»): 1986
- Обладатель «Серебряного мяча» (по версии журнала «Плакар»): 1982, 1985
- Лучший бомбардир Лиги Паулисты: 1985
- Лучший игрок чемпионата Бразилии (по версии журнала «Плакар»): 1986
- Лучший бомбардир чемпионата Бразилии: 1986
- Обладатель «Серебряной бутсы» чемпионата мира: 1986[5]